# Eksmo
Eksmo (en russe : Эксмо) est une maison d'édition russe fondée en 1991 et basée à Moscou. Elle est dirigée par Oleg Novikov. Eksmo est l'une des plus importantes maisons d'édition de Russie.
Eksmo commence par publier des romans policiers comme ceux d'Alexandra Marinina et de Daria Dontsova. Ces publications trouvent un large public et l'entreprise élargit son catalogue d'auteurs : Lioudmila Oulitskaïa, Tatiana Tolstaïa, Tatiana Vedenska et Viktor Pelevine. Eksmo publie aussi des romans de science-fiction et de fantasy, en particulier ceux écrits par Sergueï Loukianenko, Iouri Nikitine et Vassili Golovatchiov, ainsi que le cycle La ville secrète de Vadim Panov.
Eksmo fait aussi paraître les aventures d'Artemis Fowl ainsi que celles de Tania Grotter (en), une parodie de la série Harry Potter tendant au plagiat.